# Mark Hopkins Jr.
Mark Hopkins Jr. (Henderson, Jefferson megye, 1813. szeptember 1. – Yuma, 1878. március 29.) amerikai vasúti vezető volt, aki az első transzkontinentális vasútvonal legnyugatibb szakaszát megépítő Central Pacific Railroad egyik alapítója volt, és partnereivel együtt átvette a Southern Pacific Railroad irányítását.